# Nicolau de Trani
Nicolau de Trani o el Pelegrí (Steiri, Grècia, 1075 - Trani, Pulla, 1094) era un cristià grec, predicador a la Pulla. És venerat com a sant per l'Església catòlica.

## Biografia
Nicolau havia nascut a Beòcia. Era pastor i vivia en solitud a la muntanya, dedicat a la pregària i la meditació. Molt devot, va fer vida eremítica i començà a recórrer la regió amb una creu a la mà i dient a tothom la invocació Kiyie eleison ("Senyor, tingueu pietat de nosaltres") i cantant himnes i lloances religioses. Això provocà que els altres se'n burlessin o el prenguessin per boig.

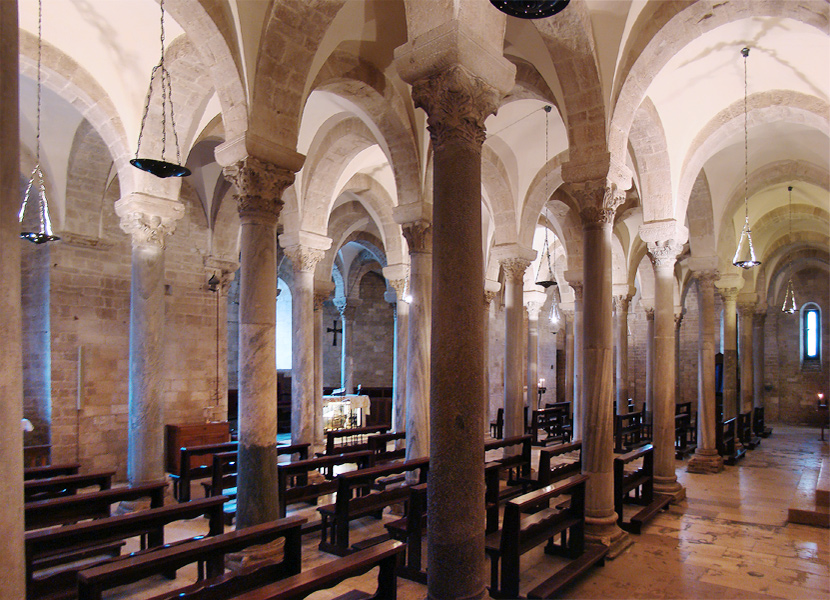
Cripta de la catedral de Trani.

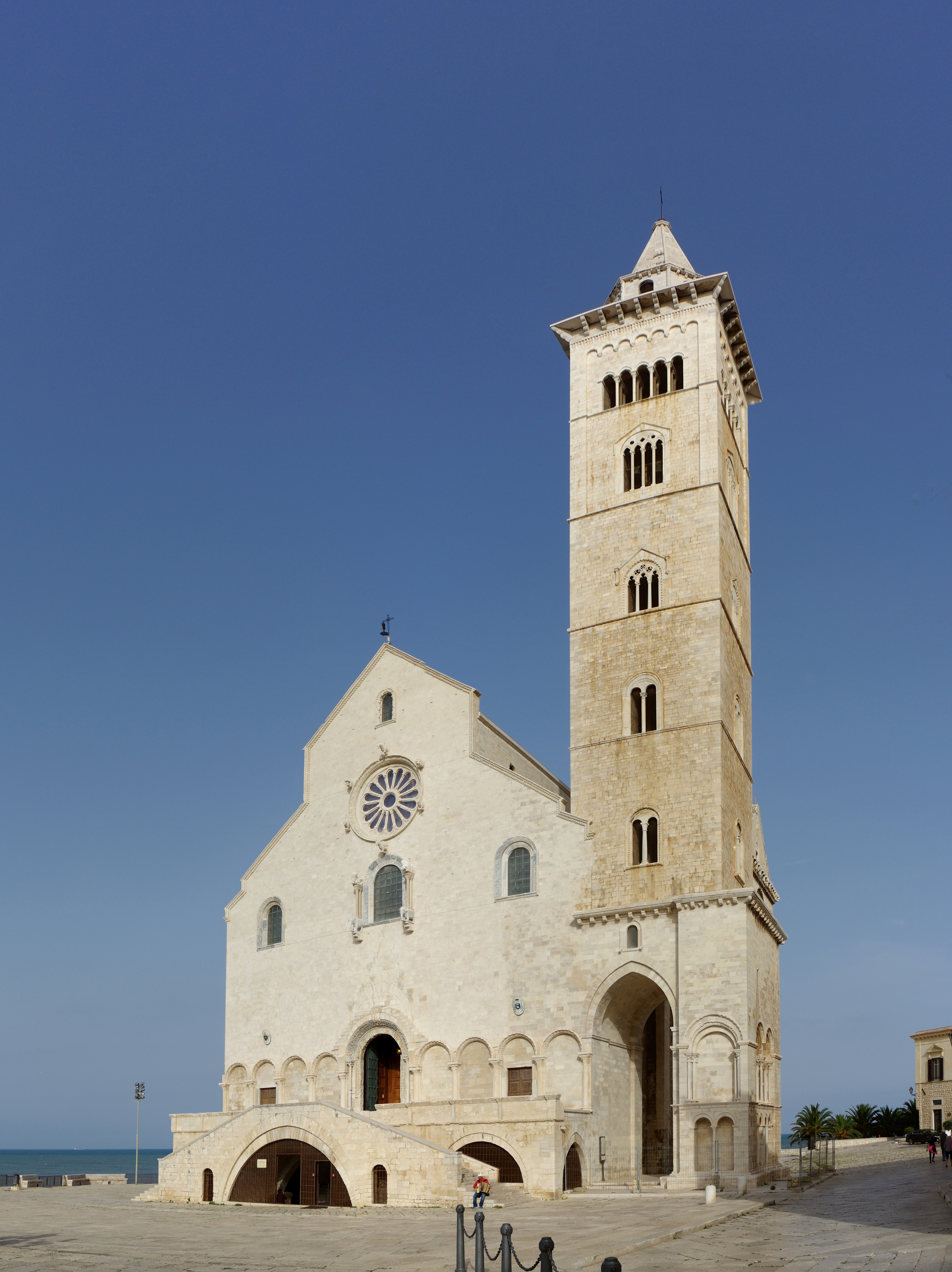
Catedral de Trani.

Pensà de peregrinar a Roma i s'embarcà per anar-hi, arribant a Òtranto (Pulla). Segons una llegenda popular i inversemblant, la contínua repetició del Kirie eleison va fer que els mariners el llencessin al mar, però així i tot, arribà al port abans que el vaixell. A Òtranto no fou ben rebut, i la seva predicació tampoc no fou entesa a Lecce ni a Tàrent.
Arribà a Trani el 20 de maig de 1094, i hi morí als quinze dies, el 2 de juny. Quan l'entrevistà l'arquebisbe Bisanzio, Nicolau digué que seguia el consell evangèlic que deia que qui volgués seguir Crist, prengués la seva creu i ho fes, i el d'ésser com un nen per entrar al regne dels cels. Es comportava, doncs, com els anomenats "folls per Crist", que actuaven d'una manera sovint titllada de bogeria. La seva simplicitat i ingenuïtat mogué al bisbe a permetre-li la predicació i a què restés a la ciutat.
El dia 23, però, emmalaltí i, al llit d'un home que l'havia acollit a casa, Sabí, rebé nombroses visites que li demanaven pregàries i consell espiritual. Nicolau instruí els visitants i els donà consol, fins que morí el dia 2 de juny, en divendres.

## Veneració
Aviat s'atribuïren miracles a la seva intercessió. En 1098, l'arquebisbe Bisanzio de Trani demanà a un sínode a Roma que Nicolau fos inclòs al catàleg de sants per la seva virtut i els miracles esdevinguts després de mort. Urbà II autoritzà el bisbe a permetre'n el culte; i el bisbe, en tornar a Trani, el canonitzà i erigí una basílica on fou sebollit el sant, actual catedral de San Nicola Pellegrino. La casa on morí és avui la capella de San Nicolino. El 1748, Benet XIV l'inclogué al Martirologi romà.